# تجنيد إجباري مدني

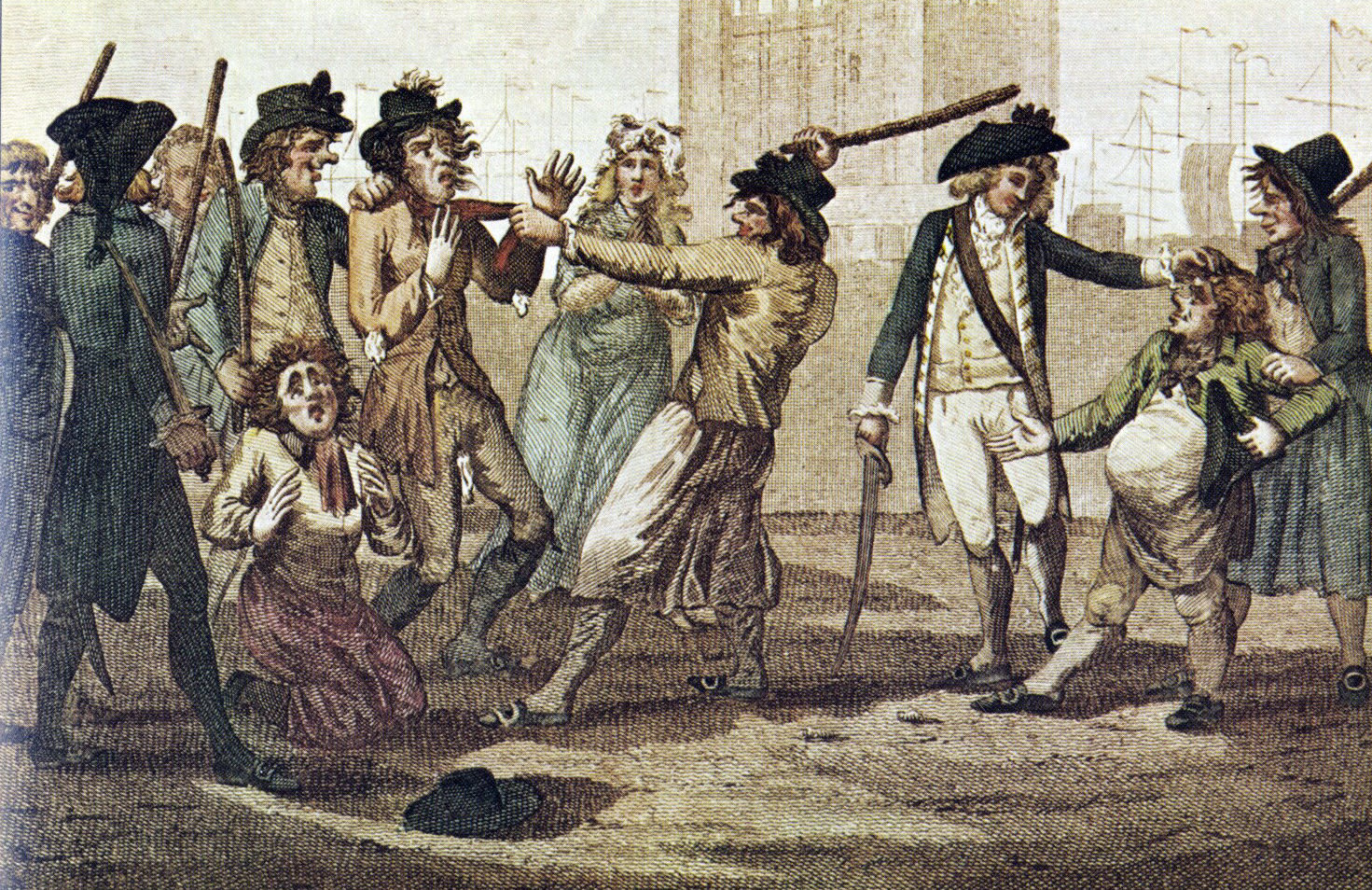

التجنيد الإجباري المدني هو التجنيد الإجباري المستخدم لإجبار الناس على العمل في المشروعات غير العسكرية.
وتستخدم الحكومات المختلفة في جميع أنحاء العالم التجنيد الإجباري المدني، ومن أمثلة تلك الدول اليونان., حيث يتم استخدام التجنيد الإجباري المدني عدة مرات  ويطلق عليه اسم πολιτική επιστράτευση. ويعرف التجنيد الإجباري المؤقت مقابل أجر، تدفع تلك الأجور عادة من الضرائب، باسم corvée.